# Nikólskoie (Mokroús)
Nikólskoie (en rus: Никольское) és un poble a l'óblast de Saràtov, a Rússia, segons el cens del 2010 tenia 328 habitants. Pertany al districte municipal de Mokroús.